# Laura Alleway
Laura Colleen Gloria Alleway (Templestowe, 28 de novembro de 1989) é uma futebolista profissional australiana que atua como defensora.

## Carreira
Laura Alleway fará parte do elenco da Seleção Australiana de Futebol Feminino, nas Olimpíadas de 2016. 